# Ziergöhl
Die Ziergöhl oder kurz Göhl bezeichnet die seitliche Bug- und Heckverzierung einer meist klassischen Yacht und ist das Markenzeichen der Bootswerft oder des Konstrukteurs.
Die in die Bordwand gekehlte und ausgemalte Prägung unterstreicht die Linienführung der Yacht, betont den Sprung und streckt mit einem einzigen, meist feinen Strich die Seitenansicht. Auf klassischen Yachten wird die Ziergöhl meist aufwendig und zeitintensiv mit Blattgold ausgelegt. Die Göhl veredelt besonders natur lackiertes Mahagoni oder hebt sich kontrastreich vom dunkelgrünen, dunkelblauen oder schwarzen Rumpf ab. Die zumeist benutzten Farben für die Ziergöhl sind Gold und Silber. Die Ziergöhl mit ihrem vorderen und achtern besonders ausgeführten Enden gehören zu einer klassischen Yacht wie der aufwendig freigelegte und sorgfältig wiederhergestellte Deckenstuck eines alten Hauses.
Im angelsächsischen Sprachraum bezeichnet man die Ziergöhl als coverline, die Verzierungen am Vor- und Achterschiff nennt man scrollwork oder fashionboard. Howard Chapelle hat in seinem Standardwerk The American Fishing Schooners die meist gelb gemalte Göhl der Neufundlandschoner und deren um die Ankerklüse rankenden Bugverzierungen mit vielen Zeichnungen dokumentiert. Dieser Vorschiffsschmuck wurde von den Großseglern übernommen, dessen Vorschiff hinter Klüverbaum und Galionsfigur aufwendig verziert war. Ebenso wie das Sportboot im Laufe der Jahrhunderte aus dem Arbeitsboot entwickelt und kultiviert wurde, haben sich die Göhl und die Bug- und Heckverzierungen yachttypisch verfeinert.
Im Laufe des 20. Jahrhunderts wurde die Bug- und Heckverzierung zeitgemäß schlichter. Aus fantasievollen Schnörkeln und aufwendig ornamentierten Heckpartien wurde die diskret endende Ziergöhl. Das New Yorker Konstruktionsbüro Sparkman & Stephens (S&S) ließ die berühmte Yacht Dorade 1929 mit ausgesprochen simplen Göhlenden zu Wasser. Am Bug trug die legendäre Yawl nur einen schlichten Pfeil. Die Yachtwerft Nautor in Finnland, deren Yachten (Swan) S&S über Jahrzehnte entwarf, übernahmen dieses Stilelement der Dorade. Der ausgemalte Pfeil am Bug und das klingenartige Ende der Ziergöhl wurde zum Markenzeichen von Nautor.
Die Ziergöhl variiert mit der Bootsgröße – Breite und Format der Bug- und Heckverzierungen werden dem gesamten Erscheinungsbild angepasst. Die Göhl hat ja nicht zuletzt die Aufgabe, die Bordwand optisch zu verkleinern. Auch modernen Yachten aus Stahl und Kunststoff haben in der Regel ausgemalte oder in das Gelcoat eingefärbte Zierstreifen. Sportlich ausgelegte Yachten, wie die von X-Yachts aus Dänemark, nutzen das Stilelement des Zierstreifens in abgewandelter Form mit drei breiten Streifen über dem Wasserpass. Auch hieran erkennt man wie bei der Göhl die Herkunft der Yachten auf Anhieb, zugleich erscheint das Freibord durch dieses Stilelement niedriger.

## Ziergöhl bekannter Yachtwerften
- Børresens Bådebyggeri, Vejle (Dänemark) die Göhl läuft in drei Punkten aus
- Abeking & Rasmussen (Lemwerder bei Bremen) Bug: gestaffelter Pfeil, Heck: Ähre[1]
- William Fife (Schottland), Bug: Drachenkopf mit welliger Zunge und Eckzahn
- Nautor’s Swan (Finnland) Bug: Pfeil, Heck: Klinge
- Sangermani (Italien) Bug und Heck: drei kleiner werdende Punkte (entspricht dem S des Morsealphabets)
- Camper & Nicholsons (England) Bug: Punkt oder kurzer Strich, Heck: dezenter Schweif